# Anna Skellern
Anna Skellern (Sydney, 27 aprile 1985) è un'attrice australiana, nota per aver interpretato il primo membro femminile del programma televisivo CNNNN, prodotto dal team comico The Chaser.

## Carriera
Anna Skellern ha frequentato l'Università di Sydney, dove era un'attivista di spicco.  Nella prima stagione del CNNNN dei The Chaser, uno show televisivo australiano che prende in giro satiricamente I canali di notizie americani CNN e Fox News, ha interpretato la sua omonima Anna Skellern, una corrispondente di guerra nonsense nota per la frequente perdita dei suoi cameramen e soprannominata “il mattatoio profumato”. Nel 2004, CNNNN condivise il Logie Award per “Commedia più eccezionale” con Kath & Kim.
Nel luglio 2007 Anna si laureò nella Guildhall School of Music and Drama di Londra. In quell mese la Skellern ha fatto il suo debutto professionale sul palcoscenico nella produzione di successo della West End The Vegemite Tales, interpretando il ruolo di Maddie.
Anna Skellern entrò nel cast come la nuova Sapphire nello show radiofonico Sapphire and Steel di Big Finish – iniziando con "Second Sight".
Anna ha recitato in The Descent Part 2, sequel, distribuito alla fine del 2009, dell'acclamato film horror di Neil Marshall The Descent. Il copione vede una sopravvissuta di The Descent costretta a tornare nel sistema di grotte nelle quali ha combattuto per trovare la via d'uscita nel primo film, nel tentativo di individuare il resto del suo gruppo. La Skellern ha interpretato uno dei membri del nuovo team di ricerca che accompagna la sopravvissuta di nuovo nelle caverne.
Nel 2009, Anna Skellern ha girato Poirot: Sfida a Poirot di Agatha Christie con David Suchet, Jamie Winstone e Tom Burke. Ha anche interpretato il nuovo ruolo di lavoratrice in un ristorante, babysitter, e la cotta di Jake, Kelly, per la commedia, in parte improvvisata, vincitrice del premio della BBC1 Outnumbered, diretta da Andy Hamilton e Guy Jenkin e con protagonisti Claire Skinner e Hugh Dennis.
La Skellern ha trascorso del tempo in Africa interpretando il ruolo principale nel thriller Siren, con Eoin Macken e Tereza Srbova. Interpreta inoltre Jo in A Passionate Woman, diretto da Kay Mellor e Antonia Bird, con Billie Piper e Sue Johnston.
Ha interpretato il ruolo di Lexy Price nella seconda serie di Lip Service, trasmessa dalla BBC Three nell'aprile del 2012.
Nell'ottobre del 2012 Anna Skellern ha interpretato Elaine White nel secondo episodio della seconda serie della commedia di Sky 1 Spy.

## Vita privata
Nel 2007, Anna Skellern è stata al centro di un battibecco pubblico tra due dei suoi ex fidanzati, Tim Freedman, cantante e compositore della band indie rock The Whitlams e il presentatore dei Chaser Chris Taylor. Il 7 ottobre 2007 Freedman ha postato un messaggio sul sito ufficiale della band, citando una parodia di lui che è stata scritta da Taylor, e ha mandato in onda l'episodio The Chaser's War on Everything il 3 ottobre 2007.  La canzone è stata eseguita dal collega Chaser Andrew Hansen, e i testi lasciano intendere che Freedman era ossessionato con il sobborgo di Sydney Newtown, e che continuava a riferirsi alla zona di Newtown nelle sue canzoni. Nel suo messaggio , Freedman ha alluso che i testi sono stati effettivamente scritti da Taylor, e che la parodia era stata motivata dalla gelosia per la Skellern. Taylor ha negato ciò, e ha detto che la canzone non aveva nulla a che fare con la Skellern. "Egli [Freedman] ritiene che la canzone sia stata scritta con una sorta di gelosia o per un ipotetico ritorno, cosa che non è affatto vera”, ha detto. "La mia relazione con Anna non è finita male... siamo ancora buoni amici e ci vediamo ogni tanto."

## Filmografia

### Cinema
- The Descent: Part 2 (2009)
- Half Hearted – cortometraggio (2010)
- Siren (2010)
- A Night In The Woods (2011)
- W.E. (2011)
- Asylum Blackout (2011)
- Fingers – cortometraggio (2011)
- 7lives (2011)
- Gambit - Una truffa a regola d'arte (Gambit), regia di Michael Hoffman (2012)
- I Give It A Year (2013)

### Televisione
- CNNNN – show televisivo, 19 episodi (2002-2003)
- The Bill – serie TV (2009)
- Poirot – serie TV, 1 episodio (2009)
- A Passionate Woman – serie TV, 1 episodio (2010)
- Outnumbered – serie TV, 4 episodi (2010)
- Camelot – serie TV, 1 episodio (2011)
- Lip Service – serie TV, 6 episodi (2012)
- Parade's End – serie TV, 3 episodi (2012)
- Spy – serie TV, 1 episodio (2012)
- Jo – serie TV, 1 episodio (2013)
- Heading Out – serie TV, 2 episodi (2013)
- Plebs – serie TV, 1 episodio (2013)
- Drifters – serie TV, 1 episodio (2013)
- The Musketeers – serie TV, 1 episodio (2014)

## Doppiatrici italiane
Nelle versioni in italiano delle opere in cui ha recitato, Anna Skellern è stata doppiata da:
- Alessandra Korompay in Lip service
- Angela Brusa in Humans